# Proenza Schouler
Proenza Schouler è una azienda con base a New York che tratta abbigliamento ed accessori d'alta moda, fondata nel 2002 dagli stilisti Jack McCollough e Lazaro Hernandez. Dopo essersi incontrati presso la Parson’s School of Design nel 1998, i due hanno collaborato alla realizzazione della collezione moda da presentare come tesi, che fu acquistata nella sua interezza da Barneys New York. McCollough ed Hernandez avevano in precedenza lavorato rispettivamente con Marc Jacobs e Michael Kors.
Il nome del marchio è stato creato unendo insieme i due nomi da non sposate delle madri dei due fondatori. Proenza Schouler, sin dalla sua fondazione ha ricevuto numerosi riconoscimenti, incluso il CFDA Perry Ellis Award 2003 per i nuovi talenti, ed il primo CFDA Vogue Fashion Fund award nel 2004. Nel 2007, Proenza Schouler ha ricevuto il CFDA Womenswear Designer of the Year (per il quale erano stati nominati anche nel 2006 e nel 2008) mentre Valentino Fashion Group ha comprato il 45% delle azioni di Proenza Schouler. In seguito al lancio della prima collezione di scarpe e borse nel 2008, Proenza Schouler ha vinto il CFDA Accessory Designer of the Year Award 2009, ed è stato nominato di nuovo nel 2010.
Proenza Schouler ha collaborato con numerose celebrità, come Kristen Stewart, Gwyneth Paltrow, Chloë Sevigny, Kate Bosworth, Kirsten Dunst, Julianne Moore e Charlize Theron, oltre ad aver disegnato gli abiti presentati alla cerimonia per la consegna dei premi oscar per Maggie Gyllenhaal e Amy Adams.